# بوب هاريسون (لاعب كرة قدم أمريكية)
بوب هاريسون (بالإنجليزية: Bob Harrison)‏ هو لاعب كرة قدم أمريكية أمريكي، ولد في 8 أغسطس 1937 في ستامفورد في الولايات المتحدة، وتوفي في 4 فبراير 2016.

## وصلات خارجية
- بوب هاريسون على موقع مرجع كرة القدم المحترفة.كوم (الإنجليزية)
- بوب هاريسون على موقع مرجع كرة القدم المحترفة.كوم (الإنجليزية)